# シクロオクタン
シクロオクタン（cyclooctane）は、分子式 C8H16で表される、分子量 112.2 の環状の飽和炭化水素である。しばしば飽和8員環化合物の代表として言及される。

## 立体配座
シクロオクタンの立体配座は、計算化学の手法を使って広く研究されてきた。その中でHendricksonは
「似かよったエネルギーの立体配座が幾つも存在するので、シクロオクタンは立体化学において、紛れもなく最も複雑なシクロアルカンである。」
と述べた。
結局は、舟-いす形 (I) こそが、シクロオクタンにおける最も安定な立体配座であると判明した。この配座はAllingerらによって確認された。なお、かんむり形 (II) は「舟-いす形」と比べて、僅かに不安定である。なお、かんむり形配座が安定な化合物は沢山存在するが、その中でも硫黄の同素体の形の1つであるS8は有名である。
| Skeletal formulas of both conformations |                      |
| Ball-and-stick model                    | Ball-and-stick model |
| 舟-いす形配座 (I)                       | かんむり形配座 (II)  |

## 反応理論
シクロオクタン誘導体の製法の1つとして、ブタジエンの2量化を紹介する。ここではビス(シクロオクタジエン)ニッケルのようなニッケル(0)錯体を触媒に利用する。この過程で、1,5-シクロオクタジエン (COD) などの化合物が生成する。CODは均一系触媒の前駆体の調製に広く使われる。CODを水素化して、飽和炭化水素にする方法で、シクロオクタンを合成できる。
C8H12  +  2 H2   →   C8H16
典型的な飽和炭化水素と同様に、シクロオクタンは燃焼反応やフリーラジカルハロゲン化反応を起こす。アルカン官能化の最近の研究は、化学の領域をいくぶん広げている。例えば、過酸化ジクミルのような過酸化物を用いる、フェニルアミノ基の研究がそうである。

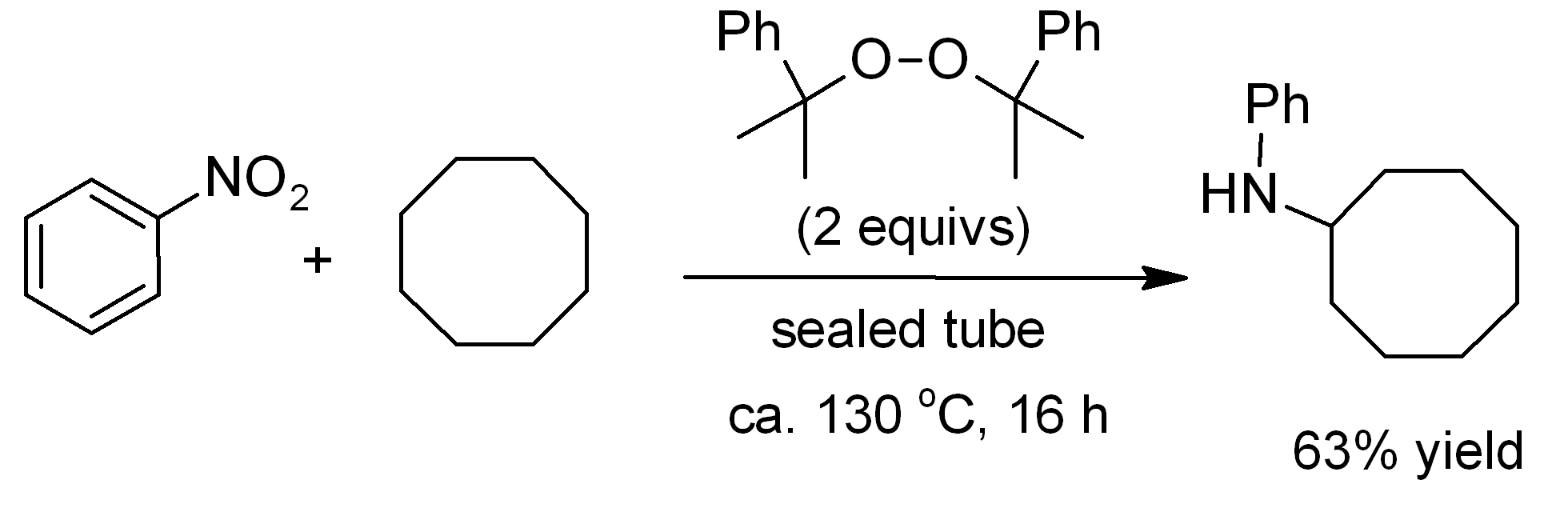
ニトロベンゼンによるシクロオクタンのアミノ化。

## 樟脳臭を有する物質
樟脳の匂いの主成分はカンファーとして知られている。しかし、カンファーとは全く分子構造が異なるのに、シクロオクタンも樟脳のような匂いがすると言われる。さらに、例えばヘキサクロロエタンなども、樟脳のような匂いがすると言われている。嗅覚については不明な点が多いとされる理由の1つとして、これらの例ように極性も分子形も全く違うのに、ヒトが官能試験を行うと、いずれも似た臭気だと感ずる化合物群が存在する点も挙げられる。

## 法規制
日本では、消防法による第4類危険物の第2石油類に該当する。